# ألفرد بلكينغتون
ألفرد بلكينغتون (22 أبريل 1901 - 27 أغسطس 1986) (بالإنجليزية: Alfred Pilkington)‏ هو لاعب كريكت بريطاني (وحمل سابقاً جنسية المملكة المتحدة لبريطانيا العظمى وأيرلندا).